# (9336) Altenburg
(9336) Altenburg  es un asteroide perteneciente al cinturón de asteroides, descubierto el 15 de enero de 1991 por Freimut Börngen desde el Observatorio Karl Schwarzschild, en Alemania.

## Designación y nombre
Designado inicialmente como 1991 AY2. Su nombre hace referencia a la ciudad de Altenburgo, conocida por sus edificios excepcionales (por ejemplo, el teatro y el Museo Lindenau) y por su agitada historia de 1000 años. Primero fue el palacio de reyes y emperadores alemanes (Ottonianos, Hohenstaufen), más tarde una ciudad imperial y la capital del ducado de Sajonia-Altenburgo. Los príncipes sajones residieron en este lugar durante 600 años, hasta 1918. Altenburgo también es conocida como la "ciudad de los naipes", que se producen aquí desde hace 450 años. En 1813, "Skat", el principal juego de cartas de los alemanes, fue creado aquí por apasionados jugadores asociados con el canciller Hans Carl Leopold von der Gabelentz.

## Características orbitales
Altenburg orbita a una distancia media del Sol de 2,241 ua, pudiendo acercarse hasta 2,013 ua y alejarse hasta 2,468 ua. Tiene una excentricidad de 0,101 y una inclinación orbital de 0,743° grados. Emplea en completar una órbita alrededor del Sol 1225,20 días.

## Características físicas
Su magnitud absoluta es 15,36. 